# Savannosiphon euryphylla
Savannosiphon euryphylla là một loài thực vật có hoa trong họ Diên vĩ. Loài này được (Harms) Goldblatt & Marais miêu tả khoa học đầu tiên năm 1979 publ. 1980.